# 旭観光バス

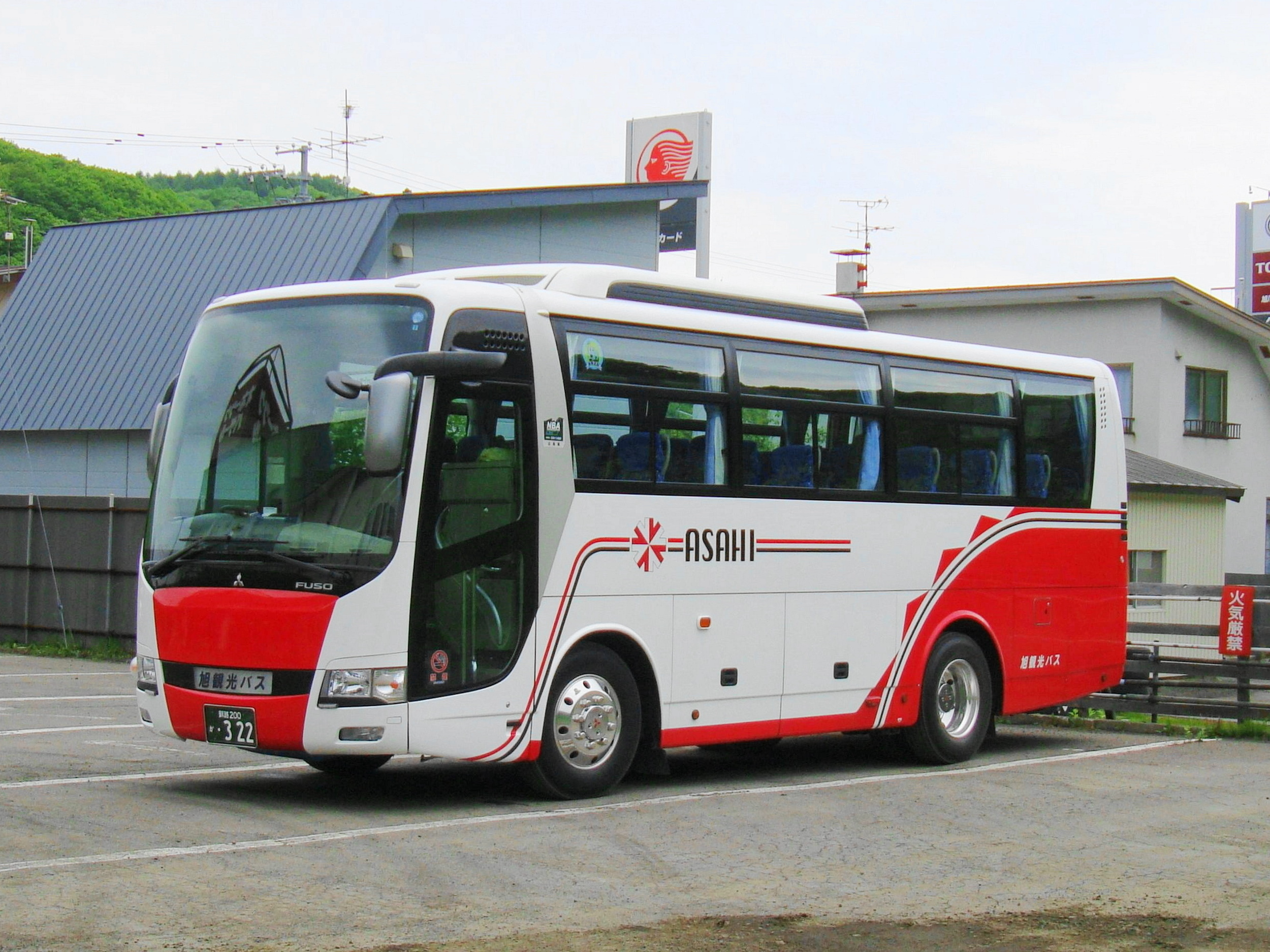
新塗装車

株式会社旭観光バス（あさひかんこうバス）は、北海道標津郡中標津町に本社を置き、主に道東地域で貸切バス事業を展開する企業である。建設業やホテル運営企業等で構成される釧根開発グループの一員で、釧路運輸支局管内発着での事業が認可されている。

## 沿革
- 1984年12月 - 設立

## 本社・営業所
- 本社営業所 - 北海道標津郡中標津町東11条北1丁目1番地
- 釧路営業所 - 北海道釧路郡釧路町別保原野南25線

## 車両
主に日野・三菱ふそう製を導入しており、スーパーハイデッカー車も在籍する。

## 関連会社
- 釧根開発株式会社（建設業）
- 釧根開発運輸株式会社（貨物輸送業）
- 株式会社釧根自動車整備工場(自動車整備)
- 株式会社北武商事
- 開盛コンクリート株式会社
- 株式会社トーヨーグランドホテル（中標津町でホテルを運営）
- 株式会社北都ハイヤーハイヤー・タクシー業）、他
- 北武レンタリース
- 株式会社エフ・エムコーポレーション（賃貸業）
- 株式会社さんわ（舗装工事業）